# Argo (linia lotnicza)
Linia lotnicza „Argo” spółka akcyjna (ros. Акционерное общество Авиакомпания "Арго") – rosyjskie linie lotnicze z siedzibą w Surgucie. 
W marcu 2021 linie dysponowały jedenastoma śmigłowcami: Mi-8 (1), Mi-8МТВ-1 (2), Mi-8Т (8).